# Vicente Majadas Málaga
Vicente Majadas Málaga (ur. 27 października 1915 w Becedas, zm. 16 sierpnia 1936 Fuente el Fresno) – hiszpański franciszkanin, alumn, męczennik chrześcijański i błogosławiony Kościoła rzymskokatolickiego.

## Biografia
Urodzony w Becedas (Avila) 27 października 1915 roku. Był synem cieśli i zakrystiana Galo i Reginy Malaga. Małżonkowie mieli jedenaścioro dzieci. Andrés został ochrzczony 2 listopada 1915 roku, bierzmowany 21 lipca 1918 roku. Wychowywał się w bardzo religijnej atmosferze. Uczęszczał do szkoły prowadzonej przez siostry zakonne, u których poznał duchowość franciszkańską. Wzorem starszych braci Celstino i Andrésa po śmierci matki wstąpił do niższego seminarium franciszkanów w Alcázar de San Juan (Ciudad Real) 22 września 1926 roku. Po dalszej nauce w kolegium w La Puebla de Montalbán (Toledo) w latach 1928–1930) rozpoczął nowicjat 12 listopada 1930 roku w Arenas de San Pedro (Ávila). Pierwsza profesję zakonną złożył w Arenas 13 listopada 1931 roku.
Studia filozoficzne odbył w Pastranie (1931–1934), teologiczne odbywał w Consuegra (Toledo), począwszy od 1934 roku. Podczas studiów w Consuegra został ukarany wraz z całą grupą za brak szacunku względem wychowawcy o. Benigno Prieto. Mimo narastającego zagrożenia w wyniku wybuchu hiszpańskiej wojny domowej nie opuścił zakonu. Został rozstrzelany wraz ze współbraćmi z konwentu w Boca de Balondillo (Fuente el Fresno, Ciudad Real) 16 sierpnia 1936 roku. W grupie męczenników był też jego rodzony brat subdiakon Andrés Majadas Málaga OFM.

## Beatyfikacja
Brat kleryk Vicente Majadas Málaga OFM został ogłoszony błogosławionym wraz z innymi 497 męczennikami hiszpańskimi przez papieża Benedykta XVI na Placu Świętego Piotra 28 października 2007 roku. Mszy przewodniczył prefekt Kongregacji Spraw Kanonizacyjnych kardynał José Saraiva Martins.
Wspomnienie liturgiczne obchodzone jest jako obowiązkowe przez zakony franciszkańskie na terenie Hiszpanii, przypada 6 listopada.